# William Martin (Sportschütze)
William Brittain Martin (* 13. Mai 1866 in Elizabeth, New Jersey; † 22. Januar 1931 ebenda) war ein US-amerikanischer Sportschütze.

## Erfolge
William Martin nahm an den Olympischen Spielen 1908 in London teil, bei denen in nur einer Disziplin antrat. Mit dem Armeegewehr war er Teil der US-amerikanischen Mannschaft, die über sechs verschiedene Distanzen vor Großbritannien und Kanada Olympiasieger wurde. Neben Martin gewannen außerdem William Leushner, Charles Benedict, Charles Winder, Ivan Eastman und Kellogg Casey die Goldmedaille. Mit 430 Punkten war er gemeinsam mit Leushner der beste Schütze der Mannschaft.
Martin war Major in der 2nd New Jersey Infantry.